# Stac Pollaidh
Stac Pollaidh är ett berg i Storbritannien.   Det ligger i kommunen Highland och riksdelen Skottland, i den norra delen av landet, 800 km norr om huvudstaden London. Toppen på Stac Pollaidh är 612 meter över havet, eller 529 meter över den omgivande terrängen. Bredden vid basen är 8,4 km. Stac Pollaidh ligger vid sjön Loch Lurgainn.
Terrängen runt Stac Pollaidh är huvudsakligen kuperad, men åt nordväst är den platt.Runt Stac Pollaidh är det mycket glesbefolkat, med 2 invånare per kvadratkilometer. Närmaste större samhälle är Ullapool, 16,4 km söder om Stac Pollaidh. Trakten runt Stac Pollaidh består i huvudsak av gräsmarker.